# Erik Fischer
Erik Fischer (* 1948) ist ein deutscher Musikwissenschaftler.

## Leben
Nach dem Studium (1966–1980) der Fächer Literaturwissenschaft (M.A.), Philosophie (Staatsexamen) und Musikwissenschaft (Promotion), sowie der Altgermanistik und Pädagogik an der Ruhr-Universität Bochum war er von 1980 bis 1986 wissenschaftlicher Angestellter bzw. Hochschulassistent im Fach Musik an der Universität Wuppertal, danach Stipendiat der DFG. Nach der Habilitation 1989 und der Übernahme einer Hochschuldozentur in Bochum war er von 1992 bis 2014 Professor am Musikwissenschaftlichen Seminar bzw. (seit 2005) an der Abteilung für Musikwissenschaft/Sound Studies in Bonn.
Seine Forschungsschwerpunkte sind Musik und Musikkultur der Antike, Geschichte der Oper und des Balletts bis zu den Experimentalformen des Musik- und Tanztheaters, Musikgeschichte Russlands, Korrelationen zwischen den Musikkulturen Deutschlands und des östlichen Europa und Musik und Sound in der Medienkultur der Gegenwart.

## Schriften (Auswahl)
- Zur Problematik der Opernstruktur. Das künstlerische System und seine Krisis im 20. Jahrhundert. Wiesbaden 1982, ISBN 3-515-03548-6.
- Hrsg.: Beiträge zur Geschichte der Musik und Musikkultur in Danzig und Westpreußen. Stuttgart 2018, ISBN 3-515-09325-7.